# Proasellus pisidicus
Proasellus pisidicus är en kräftdjursart som beskrevs av Henry, Magniez och Notenboom 1996. Proasellus pisidicus ingår i släktet Proasellus och familjen sötvattensgråsuggor. Inga underarter finns listade i Catalogue of Life.